# Корейская империя
Коре́йская импе́рия (кор. 대한제국?, 大韓帝國? Тэхан чегук) — историческое корейское государство, которое просуществовало с Реставрации Кванму в 1897 году до аннексии Кореи Японией в 1910 году. Название было присвоено государству, находившемуся до этого в течение 500 лет под управлением династии Чосон, для того, чтобы подчеркнуть суверенитет и провести аналогии с древнекорейскими государствами Самхан.
В 1897 году король Коджон вернулся в императорский дворец Токсугун из своего укрытия в российском посольстве и объявил о создании империи.

## Исторические предпосылки
В 1894 году Японская империя после победоносной войны с Китаем начала проводить экспансионистскую политику на востоке континента. Корея, находившаяся под управлением стремящейся к кризису династии Чосон, представляла собой удобный плацдарм для укрепления позиций Японии в регионе. После договора Симоносеки (1895) Япония получила контроль над полуостровом Ляодун, что обеспокоило Россию, так как представляло угрозу её интересам на Дальнем Востоке.
Россия привлекла на свою сторону Германию и Францию. Под давлением этих трёх государств Япония отступила, после чего Россия стала играть главную роль в регионе, заняв место Китая, поддержкой которого пользовался королевский двор Кореи.
Жена короля Коджона, королева Мин, всецело помогала борьбе против японского давления. 8 октября 1895 года она была жестоко убита японскими солдатами под командованием Миуры Горо. Большинство ученых считает, что Миура действовал по указанию кого-то из высокопоставленных японских чиновников.

## Создание империи

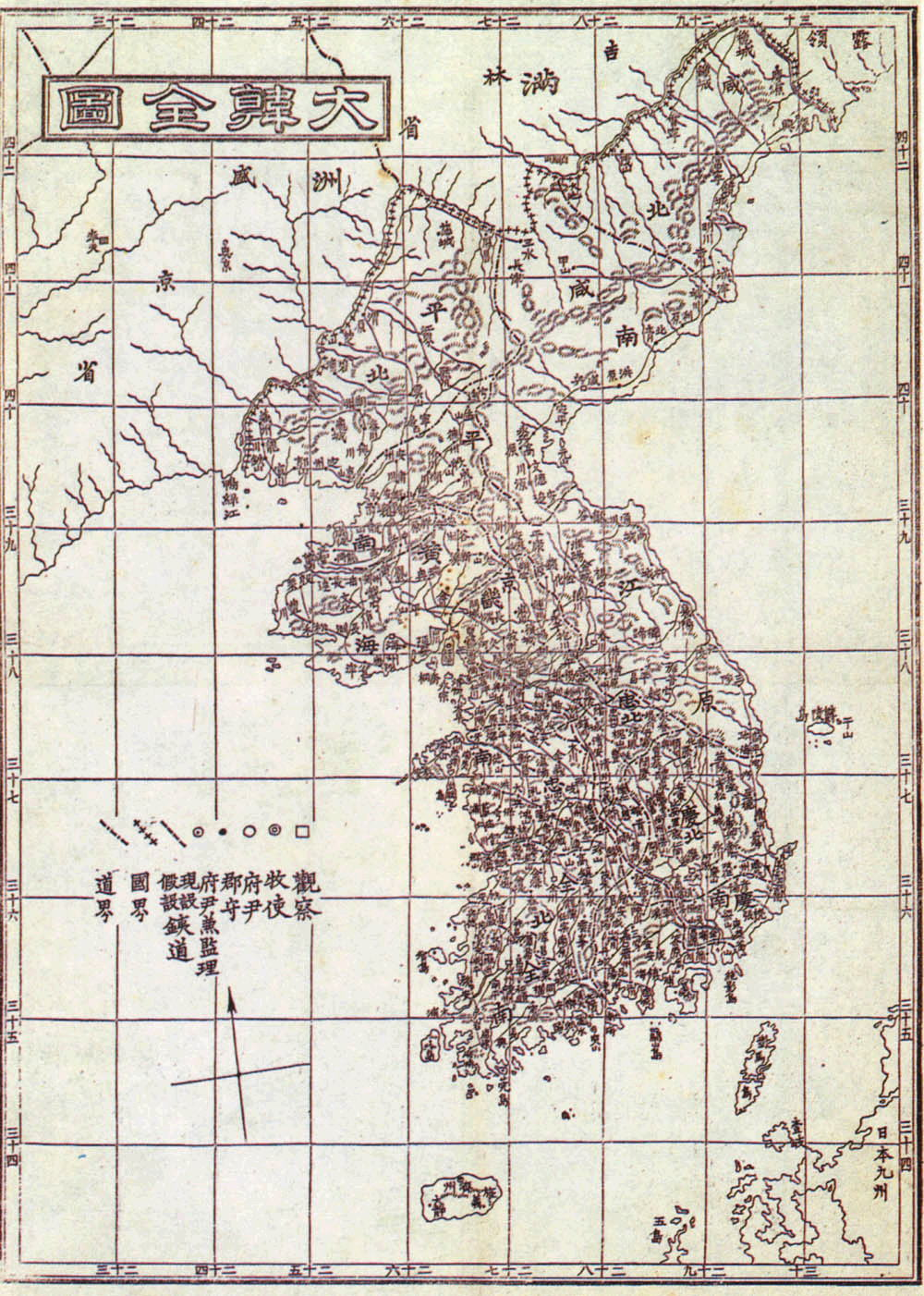
«Полная карта Великого Хана» (Daehan Jeondo), корейская карта с 1899 года

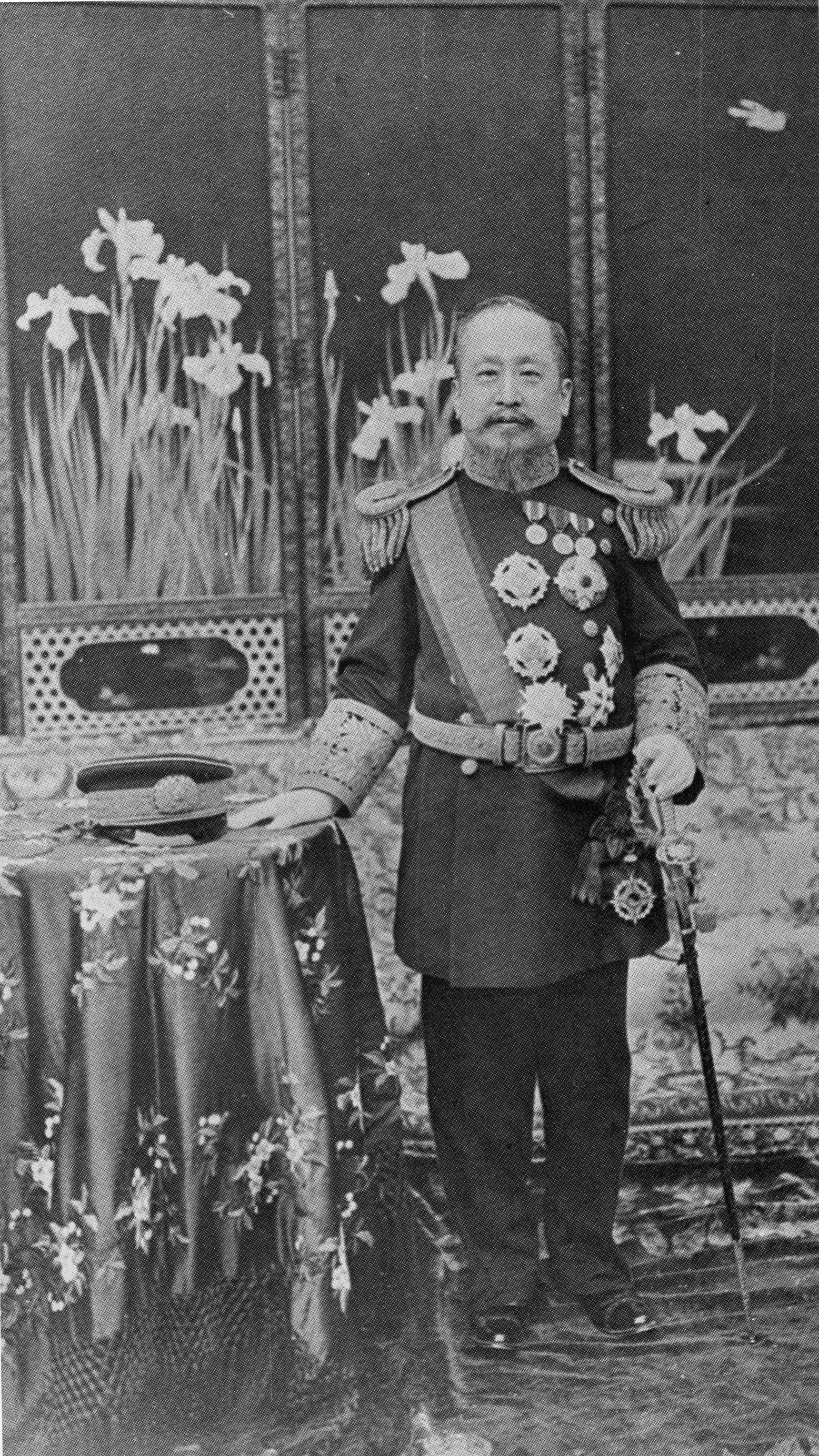
Император Коджон

После смерти жены король Коджон в 1896 году укрылся в российском посольстве в Сеуле. К тому времени японское вмешательство во внутреннюю политику Кореи стало повсеместным и очень глубоким. На ключевых должностях в государстве стояли либо японцы, либо прояпонски настроенные местные чиновники. Корейская власть перестала контролировать ситуацию в стране. Набирало силу движение за независимость Кореи.
В попытках спасти политическую ситуацию в стране король Коджон провозгласил Корею империей и объявил о начале новой эпохи Кванму (кор. 광무?, 光武?). Себя он сделал первым императором Кореи. Однако де-факто имперское правительство было уже неспособно контролировать ситуацию в стране, что со временем привело к аннексии Кореи Японией.

## Дипломатические отношения
- Японская империя — 1876 ~ 1905
- Соединённые Штаты Америки — 1882 ~ 1905
- Британская империя — 1882 ~ 1905
- Германская империя — 1883 ~ 1905
- Королевство Италия — 1884 ~ 1905
- Российская империя — 1884 ~ 1905
- Третья французская республика — 1886 ~ 1905
- Австро-Венгерская империя — 1892 ~ 1905
- Империя Цин — 1899 ~ 1905
- Королевство Бельгия — 1901 ~ 1905
- Королевство Дания — 1902 ~ 1905